# Pertes humaines de la guerre du Mali
Les Pertes humaines de la guerre du Mali font l'objet des différentes estimations depuis le début du conflit en 2012.

## Pertes maliennes
Le 26 février 2013, selon un premier bilan de la direction de l'information et des relations publiques de l'Armée malienne (DIRPA), 37 soldats maliens ont été tués et 138 blessés entre le 11 janvier et le 26 février 2013.
Dans un deuxième bilan publié le 27 mars 2013, la DIRPA déclare que 63 de ses soldats sont morts depuis le 11 janvier. Le bilan de l'armée malienne étant aggravé par principalement par les décès de plusieurs blessés et par plusieurs accrochages. Le 5 avril, le bilan de la DIRPA passe à 66 tués et près de 200 blessés.
Le 6 mai 2013, la DIRPA affirme que 208 soldats maliens ont été tués depuis le 12 janvier 2012, dont 75 depuis le 11 janvier 2013.
Cependant d'après l'Association malienne des droits de l'Homme (AMDH), le massacre d'Aguel'hoc a causé à lui seul la mort de 153 militaires maliens, soit un nombre plus important que celui donné par la DIRPA pour toutes les pertes de l'année 2012. Le bilan de l'AMDH est repris par Human Rights Watch.
Le 23 mars 2014, lors d'une cérémonie en mémoire des soldats tués lors de la guerre, le ministre malien de la défense et des anciens combattants, Soumeylou Boubèye Maïga, déclare que la reconquête du nord du Mali a fait 75 morts et 300 blessés dans les rangs de l'armée malienne. Le 25 mai, il déclare qu'environ 50 soldats sont morts lors de la bataille du 21 mai à Kidal,.
Les pertes des FAMA au cours de l'année 2015 sont de 82 soldats tués, 126 blessés, 3 otages et 13 véhicules enlevés, 13 endommagés ou détruits selon l'état-major de l'armée malienne. 30 soldats ont notamment été tués dans les combats contre les rebelles de la CMA entre le 27 avril et le 22 mai 2015,.
Selon le Ministère de la Défense, plus de 140 soldats ont été tués et 374 blessés de mai 2014 à février 2016.
Selon la Fédération internationale pour les droits humains (FIDH), au moins 84 soldats maliens sont tués au cours de l'année 2016.
Selon la MINUSMA, 145 soldats maliens ont été tués et 253 blessés dans diverses attaques au cours de l'année 2016.
Selon l'ONU, 131 militaires maliens ont été tués et 176 autres blessés entre juin 2016 et juin 2017,.
L'armée malienne déplore plus de 200 tués en 2019 et plus de 175 en 2020.
L'ONU donne également les bilans suivant concernant les pertes de l'armée malienne : 
- 17 décembre 2015 - 18 mars 2016 : 17 morts[21]
- Juin-septembre 2016 : 52 morts et 72 blessés[22],[23]
- Octobre-décembre 2016 : 15 morts et 33 blessés[23],[24]
- Janvier-mars 2017 : 49 morts et 75 blessés[24]
- Avril-juin 2017 : 33 morts et 54 blessés[25] ou 49 morts et 33 blessés[17]
- Juillet-septembre 2017 : 39 morts et 44 blessés[25],[26] ou 17 morts et 34 blessés[27]
- Octobre-décembre 2017 : 23 morts et 8 blessés[27],[28]
- Janvier-mars 2018 : 45 morts et 80 blessés[28],[29]
- Avril-juin 2018 : 6 morts et 21 blessés[29],[30].
- Juillet-septembre 2018 : 19 morts et 24 blessés[30],[31].
- Octobre-décembre 2018 : 28 morts et 47 blessés[31].
- Janvier-mars 2019 : 49 morts et 49 blessés[32] ou 37 morts et 47 blessés[33].
- Avril-mai 2019 : 67 mort et 51 blessés[34],[35].
- Juin-septembre 2019 : 42 morts et 33 blessés[36].
- Octobre-décembre 2019 : 193 morts et 126 blessés[37]
- Janvier-février 2020 : non renseigné
- Mars-mai 2020 : 67 morts et 86 blessés[38].
- Juin-août 2020 : 108 morts et 201 blessés[39]
- Du 1er août au 1er décembre 2020 : 30 morts et 48 blessés[40]
- Du 1er décembre 2020 au 22 février 2021 : 33 morts et 90 blessés[41]
- Du 22 février au 26 mai 2021 : 51 morts et 55 blessés[42]
- Du 26 mai au 26 août 2021 : 40 morts et 72 blesséeses[43]
- Du 1er octobre 2021 au 15 décembre 2021 : 40 morts et 52 blessés[44]
- Début janvier à fin mars 2022 : 46 morts et 65 blessés[45]
- Du 1er juillet 2020 au 15 mai 2021 : 119 morts et 227 blessés[46]
- Du 1er juillet 2021 au 13 mai 2022 : 205 morts et 345 blessés[46]

Selon Marc-André Boisvert, chercheur au Centre FrancoPaix de l'université du Québec à Montréal, 1 832 soldats maliens ont été tués entre 2013 et 2020.
En février 2022, le journal Libération indique que les pertes de l'armée malienne sont estimées par les spécialistes entre 1 500 et 2 000 tués depuis 2012.

## Pertes françaises
Le 20 et le 21 mars 2013, un bilan est effectué à la suite de la visite au Mali du général d'armée, Bertrand Ract-Madoux, chef d'état-major de l'armée de Terre (CEMAT). La brigade Serval compte 4 morts et 199 blessés, dont 62 au combat, 111 par accident ou en dehors des actions de combat et 26 victimes de troubles d'ordre psychologique. Les forces spéciales, engagées dans le dispositif Sabre, déplorent un mort et un nombre non communiqué de blessés.
Début juillet 2013, le général Barrera déclare que les pertes françaises sont de 6 morts, dont 4 pour la brigade Serval, et environ 300 blessés, dont la moitié ont été évacués. La majorité des blessures sont accidentelles, principalement des entorses, approximativement 50 hommes sont blessés au combat.
Au total, de 2013 à août 2022, 59 soldats français ont été tués ou mortellement blessés au cours des opérations Serval et Barkhane.

## Pertes tchadiennes
À la mi-avril 2013, les pertes de l'armée tchadiennes sont de 36 morts. Le 13 mai, les pertes de l'armée tchadienne sont officiellement de 38 tués et 84 blessés selon le gouvernement tchadien. En octobre 2014, elles sont de 54 tués et 107 blessés. Au sein de la MINUSMA, les Tchadiens déplorent 80 morts entre avril 2013 et décembre 2023.

## Pertes djihadistes
Au 27 mars 2013, la DIRPA estime à environ 600 le nombre des rebelles salafistes tués en 2013. En juin 2013, les Français estiment que les pertes djihadistes sont de 600 à 700 morts.
Fin avril 2013, le nombre des prisonniers djihadistes ou suspects est de 340 selon la gendarmerie malienne,. Selon un reportage d'Envoyé spécial diffusé le 17 octobre 2013, 430 prisonniers ont été faits au cours des opérations.
De janvier à juin 2013, 47 islamistes ont été capturés par le MNLA et enfermés dans la prison de Kidal.
Selon des sources sécuritaires algériennes, 140 « terroristes » sont tués et 49 autres sont capturés au sud de l'Algérie, près des frontières maliennes, de janvier à septembre 2013.
Le 20 mars 2014, le ministre français Jean-Yves Le Drian déclare que 45 djihadistes ont été tués par les Français au Mali depuis décembre 2013,. Par la suite, le 14 décembre, il affirme que 200 djihadistes ont été tués ou faits prisonniers en un an. La France affirme ensuite avoir tué ou capturé 600 djihadistes entre août 2014 et février 2019 pendant l'opération Barkhane.
En février 2022, le site d'informations Mediapart affirme avoir calculé qu'au moins 2 800 djihadistes ont été tués au Sahel par les troupes françaises depuis 2013, dont 600 dans les premiers mois de l'Opération Serval et 2 223 depuis le début de l'année 2014. Ces bilan ne prennent pas en compte les pertes infligées par les armées sahéliennes. Héni Nsaibia, chercheur pour l’ONG Armed Conflict Location and Event Data project (Acled), estime quant à lui que « si l'on ajoute au calcul ce qui est annoncé par le Niger, le Burkina Faso et le Mali, ce sont des chiffres stupéfiants : entre 4 000 et 5 000 tués, à minima ».

## Pertes de la MINUSMA
Au total, la Mission multidimensionnelle intégrée des Nations unies pour la stabilisation au Mali déplore la mort de 311 casques bleus entre 2013 et 2023, dont 80 Tchadiens, 27 Burkinabés, 27 Guinéens, 26 Togolais, 25 Nigériens, 18 Bangladais, 17 Égyptiens, 17 Maliens, 16 Sénégalais, 8 Ivoiriens, 7 Nigerians, 6 Cambodgiens, 5 Néerlandais, 4 Béninois, 4 Jordaniens, 4 Srilankais, 2 Allemands, 2 Burundais, 2 Français, 2 Tunisiens, 1 Américain, 1 Camerounais, 1 Chinois, 1 Espagnol, 1 Éthiopien, 1 Gambien, 1 Haïtien, 1 Liberien, 1 Philippin, 1 Salvadorien, 1 Serbe et 1 Zambien.

## Autres pertes
Un militaire portugais de la Mission de formation de l'Union européenne au Mali est tué lors du conflit.
Un militaire américain des forces spéciales est assassiné à Bamako en 2017

## Pertes des groupes armés
L'ONU donne les bilans suivant concernant les groupes armés signataires l'Accord d'Alger :
- Avril-juin 2016 : 18 morts et 5 blessés[17]
- Juin 2016-juin 2017 : 78 morts et 78 blessés[17]
- Octobre-décembre 2017 : 2 morts[70],[28]
- Janvier-mars 2018 : 20 morts et 12 blessés[28],[29]
- Avril-juin 2018 : 19 morts et 15 blessés[29],[30].
- Juillet-septembre 2018 : 40 morts[30].
- Octobre-décembre 2018 : 5 morts[31].
- Avril-mai 2019 : 43 morts et 17 blessés[71].
- Juin-septembre 2019 : 9 morts (dont 5 de la CMA et 4 de la Plateforme)[36].
- Juin-août 2020 : 7 morts et 6 blessés[39]

## Pertes civiles
Selon le service de lutte anti-mines de la MINUSMA, 138 civils — dont plus de la moitié sont des enfants — ont été tués par des restes explosifs de guerre entre janvier 2012 et décembre 2015,. Selon Human Rights Watch, au moins 44 civils sont tués par des combattants des groupes armés islamistes pendant l'année 2015. La Fédération internationale pour les droits humains (FIDH) recense la mort de 207 civils pendant l'année 2016,,. La MINUSMA recense 181 civils tués et 207 blessés au cours de l'année 2016 et 73 civils tués et 77 blessés au cours du premier semestre de l'année 2017. En 2018, le Haut-Commissariat des Nations unies aux droits de l'homme fait état d'une montée des violences et recense la mort d'au moins 289 civils de janvier à mi-juillet, principalement dans la région de Mopti. La Fédération internationale pour les droits humains (FIDH) et l'Association malienne des Droits de l'Homme (ADMH) estiment pour leur part qu'au moins 1 200 civils ont été tués dans le centre du Mali au cours des années 2017 et 2018,. Pour Human Rights Watch, au cours de l'année 2018, moins 202 civils — dont 156 Peuls et 46 Dogons — ont été tués dans le centre du Mali lors de violences communautaires. Selon le gouvernement malien, 440 civils sont tués lors des trois premiers mois de l'année 2019.
L'ONU donne les bilans suivant à propos des civils tués dans les violences au Mali : 
- Janvier-mars 2018 : 71 morts et 22 blessés dans le centre du Mali + 36 morts et 18 blessés par les engins explosifs[82].
- Avril-juin 2018 : 43 morts et 24 blessés dans le centre du Mali et 143 morts dans la région de Ménaka[30],[83].
- Juillet-septembre 2018 : 287 morts dans le centre[30].
- Octobre-décembre 2018 : 108 morts et 43 blessés dans le centre du Mali et 41 morts et 19 blessés dans la région de Ménaka[31],[84].
- Janvier-mars 2019 : 225 morts et 149 blessés dans le centre du Mali et 49 morts et 4 blessés dans la région de Ménaka[84].
- Avril-mai 2019 : 333 morts et 175 blessés dans le centre du Mali et la région de Ménaka[71].
- Juin-septembre 2019 : 367 morts, 221 blessés et 63 enlevés[85]
- Octobre-décembre 2019 : 200 morts, 96 blessés et 90 enlevés[37]
- Janvier-février 2020 : 247 morts, 119 blessés et 72 enlevés[86].
- Mars-mai 2020 : 266 morts, 189 blessés et 44 enlevés[39],[38]
- Juin-août 2020 : 375 morts, 450 blessés et 93 enlevés[39]
- Du 1er août au 1er décembre 2020 : 182 morts, 175 blessés et 163 enlevés[40]
- Du 1er décembre 2020 au 22 février 2021 : 145 morts, 155 blessés et 80 enlevés[41]
- Du 22 février au 26 mai 2021 : 158 morts, 85 blessés et 125 enlevés[42]
- Du 26 mai au 26 août 2021 : 181 morts, 145 blessées et 178 enlevés[43]
- Du 1er octobre 2021 au 15 décembre 2021 : 80 morts, 95 blessées et 90 enlevés[44]
- Début janvier à fin mars 2022 : 69 morts, 29 blessés et 83 enlevés[45]
- De mars à juin 2022 : Plusieurs centaines de morts[46]
- De juin à octobre 2022 : 302 morts, 56 blessés et 47 enlevés[87]

Selon Acled, 1 600 civils sont tués au Mali entre janvier et juin 2022.

## Bilan global
Armed Conflict Location and Event Data project (Acled), un projet de l'université du Sussex,, donne un bilan par année du nombre de victimes recensées dans les conflits armés au Mali.
- 2012 : 538 morts au moins, dont 115 civils
- 2013 : 883 morts au moins, dont 170 civils
- 2014 : 381 morts au moins, dont 49 civils
- 2015 : 428 morts au moins, dont 95 civils
- 2016 : 320 morts au moins, dont 75 civils
- 2017 : 947 morts au moins, dont 251 civils
- 2018 : 1 739 morts au moins, dont 871 civils
- 2019 : 1 868 morts au moins, dont 888 civils
- Total : 7 104 morts au moins, dont 2 514 civils

Entre le Coup d'État de mai 2021 et octobre 2023, Acled recense au moins 5 000 morts au Mali.
La Fédération internationale des ligues des droits de l'homme (FIDH) recense 385 attaques ayant coûté la vie à au moins 332 personnes dont 207 civils au cours de l'année 2016. Elle indique également qu'au moins 151 personnes ont été tuées lors de quatre premiers mois de l'année 2017 et que plus de 117 personnes sont mortes au cours des conflits intercommunautaires dans la Région de Mopti et la Région de Ségou de janvier 2016 à mai 2017,.
Le Parti pour la Renaissance Nationale (Parena), un groupe de l'opposition malienne, recense 716 morts au Mali pour l'année 2017, dont 245 soldats maliens, 45 Casques bleus, 2 soldats français et 424 parmi les « populations civiles, assaillants ou présumés assaillants ». Il compte également 546 blessés, dont 13 soldats français. Selon Parena : « 2017 a été l'année la plus meurtrière depuis l'accession du président IBK à la magistrature suprême le 4 septembre 2013 » ; au total, au moins 2 108 personnes ont été tuées et 1 157 blessées depuis cette date.